# لن بلوم
لن بلوم (فرانسوی: Len Blum‎؛ زادهٔ ۱۹۵۱ میلادی) فیلم‌نامه‌نویس، تهیه‌کننده فیلم و آهنگساز اهل کانادا است. وی از سال ۱۹۷۹ میلادی تاکنون مشغول فعالیت بوده‌است.
از فیلم‌ها یا مجموعه‌های تلویزیونی که وی در آن‌ها نقش داشته است، می‌توان به پلنگ صورتی و آن سوی پرچین اشاره نمود.